# Baba Rahman
Abdul Rahman Baba (Tamale, Ghana, 2 de julio de 1994), conocido también como Baba Rahman, es un futbolista ghanés que juega como defensa en el PAOK de Salónica F. C. de la Superliga de Grecia.

## Trayectoria

### Greuther Fürth
Baba Rahman debutó en el club alemán el 18 de agosto de 2012, con 18 años, 1 mes y 16 días, fue en la primera ronda de la Copa de Alemania contra Kickers Offenbach, ingresó en el segundo tiempo por Christopher Nöthe, perdían 1 a 0 pero fue expulsado al minuto 88 y cuando terminaba el encuentro el rival anotó otro gol sentenciando el 2 a 0.
A pesar de la temprana expulsión, Rahman fue convocado nuevamente, esta vez para jugar en la máxima categoría alemana. Debutó en la Bundesliga el 25 de septiembre, jugó contra Fortuna Düsseldorf desde el segundo tiempo, pero perdieron 2 a 0. Se afirmó en el club y disputó 20 encuentros en primera, 18 como titular. Sin embargo, al finalizar la temporada 2012/13 en último lugar, descendieron a la segunda categoría alemana.
Debutó en la 2. Bundesliga el 24 de agosto de 2013, ingresó al minuto 78 y empataron 0 a 0 contra 1. FC Köln. Su club tuvo un rendimiento regular en la temporada 2013-14, sin embargo Rahman disputó menos minutos que la temporada anterior, y finalizaron el tercer lugar, a dos puntos del ascenso directo. Fueron a un play-off contra Hamburgo, el tercer peor equipo de la máxima categoría, para lograr un lugar en primera. El primer encuentro empataron 0 a 0 en el Imtech Arena y la revancha fue de local en el Trolli-Arena, empataron 1 a 1 pero no lograron el ascenso debido a que el gol de visitante valía doble, Baba fue titular en ambos encuentros.
Comenzó la temporada 2014/15 en segunda división, esta vez arrancó desde la fecha 1 como titular, fue contra Bochum y empataron 0 a 0. En la fecha 2, el 11 de agosto de 2014, jugó desde el comienzo contra Núremberg y brilló, anotó los primeros 2 goles de su carrera, terminaron ganando 5 a 1 en su propio estadio. Fue el último partido de Rahman en Greuther Fürth, se despidió con goles y ovacionado cuando fue sustituido.
Un nuevo destino esperaba a Baba, el Augsburgo se hizo con sus servicios por dos millones y medio de euros. Nuevamente tendría la oportunidad de mostrarse en la máxima categoría alemana

### Augsburgo
Debutó en su nuevo equipo el 23 de agosto de 2014 en la fecha 1 de la Bundesliga, fue contra Hoffenheim, jugó todo el partido y perdieron 2 a 0. Baba tuvo una buena temporada, ya que disputó 31 encuentros, 29 como titular, y finalizaron en quinta posición, por lo que clasificaron a la fase de grupos de la Liga Europa 2015-16. Además se consolidó en la selección de Ghana, logrando el subcampeonato de la Copa Africana de Naciones 2015.
Comenzó la temporada 2015-16 jugando contra Elversberg, fue el 7 de agosto de 2015, por la primera ronda de la Copa de Alemania, empataron 1 a 1 en el tiempo reglamentario y en la prórroga lograron el triunfo 3 a 1, Baba disputó los 120 minutos.
El 16 de agosto se confirmó su traspaso a la Premier League, para defender el Chelsea Football Club. Su anuncio fue luego de perder 3 a 0 contra Manchester City.

### Chelsea
Llegó al club inglés el 19 de agosto, fue presentado con el dorsal número 17 y firmó por el club hasta 2020, su ficha valió 20 millones de euros.
El 21 de agosto, debido a la incorporación de Pedro, cambió el dorsal que usará por el número 6, dejando el 17 para el español.
Debutó con el club inglés, el 16 de septiembre de 2015, el entrenador José Mourinho lo colocó como lateral izquierdo titular para enfrentar a Maccabi Tel Aviv en la fecha 1 de la fase de grupos de la Liga de Campeones, ganaron 4 a 0.
Rahman tuvo varias oportunidades, jugó 15 partidos por Premier League, 4 por las copas nacionales y 4 en Liga de Campeones.
Chelsea finalizó la Premier en décimo lugar, y en la Champions quedaron eliminados en octavos de final. En la FA Cup, cayeron contra Everton en cuartos de final, mientras que en la Copa de la Liga, fueron derrotados por penales en la cuarta ronda.
Como no iba a ser considerado para la temporada 2016/17 por el nuevo entrenador Antonio Conte, fue cedido al F. C. Schalke 04 para que tuviera rodaje.

#### Cesiones
Debutó con el F. C. Schalke 04 el 20 de agosto de 2016, el entrenador Markus Weinzierl lo colocó como extremo izquierdo, se enfrentaron a FC 08 Villingen en la primera ronda de la Copa de Alemania y ganaron 4 a 1.
En la fecha 1 de la Bundesliga, ingresó desde el banco de suplentes para jugar contra Eintracht Fráncfort pero perdieron 1 a 0.
A nivel internacional, jugó su primer partido con Schalke el 15 de septiembre, fue en la primera fecha de la fase de grupos de la Liga Europa, jugó como lateral izquierdo titular contra el O. G. C. Niza, al minuto 75, tras recibir un pase de Max Meyer, Baba remató y convirtió su primer gol con los alemanes, que significó el triunfo definitivo 1 a 0.
El 29 de enero de 2019 el Stade de Reims hizo oficial su llegada como cedido hasta final de temporada. El 2 de septiembre de ese mismo año el R. C. D. Mallorca anunció su llegada hasta final de temporada como cedido. Tras regresar a Londres, en enero de 2021 volvió a marchar prestado, siendo el PAOK de Salónica F. C. su destino. En agosto fue el Reading F. C. quien logró su incorporación, algo que también consiguió un año después.
En julio de 2023 se desvinculó definitivamente del Chelsea F. C. y regresó al PAOK de Salónica F. C. firmando hasta 2026.

## Selección nacional

### Categorías inferiores
Ha sido internacional con la selección de Ghana en la categoría sub-20.

### Participaciones en categorías inferiores
| Competición                         | Sede    | Resultado     | Partidos | Goles |
| ----------------------------------- | ------- | ------------- | -------- | ----- |
| Campeonato Juvenil Africano de 2013 | Argelia | Subcampeón    | 2        | 0     |
| Copa Mundial Sub-20 de 2013         | Turquía | Tercer puesto | 7        | 0     |

### Absoluta
Debutó en la selección mayor de Ghana el 10 de septiembre de 2014, jugó como titular contra Togo y ganaron 3 a 2.

### Participaciones en absoluta
| Competición                    | Sede              | Resultado        | Partidos | Goles |
| ------------------------------ | ----------------- | ---------------- | -------- | ----- |
| Copa Africana de Naciones 2015 | Guinea Ecuatorial | Subcampeón       | 6        | 0     |
| Copa Africana de Naciones 2017 | Gabón             | Cuarto puesto    | 1        | 0     |
| Copa Africana de Naciones 2019 | Egipto            | Octavos de final | 3        | 0     |
| Copa Africana de Naciones 2021 | Camerún           | Primera fase     | 3        | 0     |
| Copa Mundial de Fútbol de 2022 | Catar             | Primera fase     | 3        | 0     |

## Estadísticas

### Clubes
Actualizado al 11 de mayo de 2025.
| Club                            | Div.          | Temporada     | Liga  | Liga  | Copas nacionales | Copas nacionales | Torneos internacionales | Torneos internacionales | Total | Total |
| Club                            | Div.          | Temporada     | Part. | Goles | Part.            | Goles            | Part.                   | Goles                   | Part. | Goles |
| ------------------------------- | ------------- | ------------- | ----- | ----- | ---------------- | ---------------- | ----------------------- | ----------------------- | ----- | ----- |
| SpVgg Greuther Fürth · Alemania | 1.ª           | 2012-13       | 20    | 0     | 1                | 0                | —                       | —                       | 21    | 0     |
| SpVgg Greuther Fürth · Alemania | 2.ª           | 2013-14       | 24    | 0     | 1                | 0                | —                       | —                       | 25    | 0     |
| SpVgg Greuther Fürth · Alemania | 2.ª           | 2014-15       | 2     | 2     | 0                | 0                | —                       | —                       | 2     | 2     |
| SpVgg Greuther Fürth · Alemania | Total club    | Total club    | 46    | 2     | 2                | 0                | 0                       | 0                       | 48    | 2     |
| F. C. Augsburgo · Alemania      | 1.ª           | 2014-15       | 31    | 0     | 0                | 0                | —                       | —                       | 31    | 0     |
| F. C. Augsburgo · Alemania      | 1.ª           | 2015-16       | 0     | 0     | 1                | 0                | —                       | —                       | 1     | 0     |
| F. C. Augsburgo · Alemania      | Total club    | Total club    | 31    | 0     | 1                | 0                | 0                       | 0                       | 32    | 0     |
| Chelsea F. C. Inglaterra        | 1.ª           | 2015-16       | 15    | 0     | 4                | 0                | 4                       | 0                       | 23    | 0     |
| Chelsea F. C. Inglaterra        | Total club    | Total club    | 15    | 0     | 4                | 0                | 4                       | 0                       | 23    | 0     |
| F. C. Schalke 04 · Alemania     | 1.ª           | 2016-17       | 13    | 0     | 2                | 0                | 6                       | 1                       | 21    | 1     |
| F. C. Schalke 04 · Alemania     | 1.ª           | 2017-18       | 1     | 0     | 0                | 0                | —                       | —                       | 1     | 0     |
| F. C. Schalke 04 · Alemania     | 1.ª           | 2018-19       | 2     | 0     | 1                | 0                | 1                       | 0                       | 4     | 0     |
| F. C. Schalke 04 · Alemania     | Total club    | Total club    | 16    | 0     | 3                | 0                | 7                       | 1                       | 26    | 1     |
| Stade de Reims Francia          | 1.ª           | 2018-19       | 11    | 1     | 0                | 0                | —                       | —                       | 11    | 1     |
| Stade de Reims Francia          | Total club    | Total club    | 11    | 1     | 0                | 0                | 0                       | 0                       | 11    | 1     |
| R. C. D. Mallorca · España      | 1.ª           | 2019-20       | 2     | 0     | 2                | 0                | —                       | —                       | 4     | 0     |
| R. C. D. Mallorca · España      | Total club    | Total club    | 2     | 0     | 2                | 0                | 0                       | 0                       | 4     | 0     |
| PAOK de Salónica F. C. · Grecia | 1.ª           | 2020-21       | 13    | 1     | 4                | 0                | —                       | —                       | 17    | 1     |
| Reading F. C. Inglaterra        | 2.ª           | 2021-22       | 29    | 0     | 0                | 0                | —                       | —                       | 29    | 0     |
| Reading F. C. Inglaterra        | 2.ª           | 2022-23       | 18    | 0     | 2                | 0                | —                       | —                       | 20    | 0     |
| Reading F. C. Inglaterra        | Total club    | Total club    | 47    | 0     | 2                | 0                | 0                       | 0                       | 49    | 0     |
| PAOK de Salónica F. C. · Grecia | 1.ª           | 2023-24       | 28    | 6     | 2                | 0                | 14                      | 1                       | 44    | 7     |
| PAOK de Salónica F. C. · Grecia | 1.ª           | 2024-25       | 29    | 5     | 1                | 0                | 16                      | 3                       | 46    | 8     |
| PAOK de Salónica F. C. · Grecia | Total club    | Total club    | 70    | 12    | 7                | 0                | 30                      | 4                       | 107   | 16    |
| Total carrera                   | Total carrera | Total carrera | 238   | 15    | 21               | 0                | 41                      | 5                       | 300   | 20    |

## Palmarés

### Títulos nacionales
| Título              | Club                   | País   | Año  |
| ------------------- | ---------------------- | ------ | ---- |
| Copa de Grecia      | PAOK de Salónica F. C. | Grecia | 2021 |
| Superliga de Grecia | PAOK de Salónica F. C. | Grecia | 2024 |